# سامي إليس
سامي إليس (بالإنجليزية: Sammy Ellis)‏ هو لاعب كرة قاعدة أمريكي، ولد في 11 فبراير 1941 في يونغزتاون في الولايات المتحدة، وتوفي في 13 مايو 2016 في تمبل تراس في الولايات المتحدة بسبب سرطان.

## وصلات خارجية
- سامي إليس على موقع دوري كرة القاعدة الرئيسي (الإنجليزية)
- سامي إليس على موقعبيزبول رفرنس.كوم (الدوري الرئيسي) (الإنجليزية)
- سامي إليس على موقعبيزبول رفرنس.كوم (الدوري الثانوي) (الإنجليزية)